# Łojki (województwo mazowieckie)
Łojki – wieś w Polsce położona w województwie mazowieckim, w powiecie węgrowskim, w gminie Łochów. Ma status sołectwa.
Dawniej istniała gmina Łojki.
W latach 1975–1998 miejscowość administracyjnie należała do województwa siedleckiego.
Wierni Kościoła rzymskokatolickiego należą do parafii św. Stanisława Kostki w Jerzyskach